# Programar Televisión
Programar Televisión fue una programadora y productora de televisión colombiana.
Esta programadora es recordada por producir el Noticiero de las 7.

## Historia
Fue fundada el 1 de enero de 1983 por Juan Guillermo Ríos, la familia del expresidente Alfonso López Michelsen encabezada por Felipe López Caballero, Inversiones Restrepo y la familia Castaño Valencia encabezados por Gloria Valencia de Castaño, Pilar Castaño y Rodrigo Castaño.
El 14 de febrero de 2002, el Noticiero de las 7 de Programar Televisión se fusiona con NTC Noticias y con el noticiero Uninoticias de Uni TV para llamarse Noticias Uno de NTC Televisión.
En la licitación de 2003, Programar Televisión fue agrupada en un consorcio de unión temporal con RTI Televisión. Luego Programar Televisión le solicitó una prórroga en el que fue solicitada de manera ilegal y que fue negada ante la Autoridad Nacional de Televisión, argumentando que era necesaria la solicitud conjunta con RTI Televisión.
Programar Televisión se opuso a participar en la licitación de 2013, motivo por el cual interpuso una denuncia penal contra el ministro de Tecnologías de la Información y Comunicaciones, solicitando unas medidas cautelares ante la Superintendencia de Industria y Comercio con el fin de que se detuviera dicha licitación, argumentando que no era cierto de que la empresa haya renunciado a los espacios de televisión que tuvo hasta 2013. La Autoridad Nacional de Televisión se defendió y argumentó que la adjudicación que se hizo en ese momento fue de una unión temporal entre Programar Televisión y RTI Televisión, y que se le pidió una ampliación por 40 meses a los dos concesionarios en 2013, pero estos no se pusieron de acuerdo.
En noviembre de 2016, y con la propuesta de un solo concesionario, se clausuró la licitación para operar los espacios del Canal Uno, excluyendo a Programar Televisión. Esto, bajo el argumento de que la solicitud debía ser simultánea con otros operadores en 2013, sin que ello se hubiera acreditado. Según la legislación colombiana, Canal Uno debía garantizar la pluralidad, con la participación de cuatro concesionarios, sin embargo, dos años después el expresidente César Gaviria y el ministro de las Tecnologías de la Información y Comunicaciones David Luna, ambos con intereses en la programadora de CM& Televisión, se incluyeron ante el PND del entonces Presidente Juan Manuel Santos con un artículo para prescindir del requisito de los cuatro concesionarios, y reduciéndolos a un solo concesionario. Como consecuencia, Programar Televisión, encabezada por la abogada Mery Janneth Gutiérrez, demandó la constitucionalidad del acto, a lo que la Corte Constitucional de Colombia, señalando de que la Autoridad Nacional de Televisión como órgano técnico, determinaría el número de proponentes, en el que esta y en todo los casos debería ser plural, es decir, contar con una participación no inferior a dos concesionarios. No obstante, David Luna omitió esa dicha sentencia ante el alto Tribunal, por lo cual se pudo realizar la adjudicación a un solo concesionario, quedando así en manos del concesionario Plural Comunicaciones, sin que a la postre de otros concesionarios, en el incluye a Programar Televisión, hayan tenido la posibilidad de participar dando a que se origine a una nueva demanda. Por su parte Jorge Barón Televisión, a través del apoderado judicial, se objetaron a la licitación.

## Convenios de programadoras
Esta reconocida programadora tuvo convenios con RCN Televisión a principios, mediados y finales de los 80s y a finales de los 90s, también tenía convenios con Cenpro Televisión, Producciones PUNCH, Colombiana de Televisión, Jorge Barón Televisión, 24 Horas Televisión y Producciones Bernardo Romero Pereiro (hoy TIS Productions).
En la licitación de 1992, Programar Televisión no tuvo convenio de programadoras, debido a que se utilizó solamente para los espacios de noticieros como el Noticiero de las 7.

## Producciones

### Programas
- Noticiero de las 7 (1984 , 2002 - 2007)
- Las aventuras del profesor Yarumo (1992-1993)
- Noticiero Univisión (1997)
- Moda, estilo y pasarela (1999-2000)
- Deportes 7pm (2006-2007)
- Yo, José Gabriel (2007)